# Harmașciîna, Nijîn
Harmașciîna (în ucraineană Гармащина) este un sat în comuna Peremoha din raionul Nijîn, regiunea Cernihiv, Ucraina.

## Demografie
Componența lingvistică a localității Harmașciîna
     Ucraineană (100%)
Conform recensământului din 2001, toată populația localității Harmașciîna era vorbitoare de ucraineană (100%).